# Max Franz
Max Franz (Klagenfurt am Wörthersee, 1º settembre 1989) è uno sciatore alpino austriaco specialista delle prove veloci.

## Biografia
Nato a Klagenfurt am Wörthersee, cugino del nazionale austriaco Werner Franz e originario di Weißbriach di Gitschtal, Franz ha debuttato in gare FIS nel dicembre del 2004. In Coppa Europa ha esordito il 15 dicembre 2006 ad Altenmarkt-Zauchensee in supergigante (69º), ha conquistato il primo podio il 17 dicembre 2008 sul tracciato di Innsbruck Patscherkofel in discesa libera (3º alle spalle dello svizzero Patrick Küng e dello statunitense Bryon Friedman) e la prima vittoria il 9 gennaio dell'anno seguente nella discesa libera di Wengen.
Il 28 novembre 2009 ha debuttato in Coppa del Mondo nella discesa libera disputata sul tracciato di Lake Louise, dove ha concluso 59º; sulla medesima pista e nella medesima specialità ha ottenuto, il 24 novembre 2012, il primo podio nel circuito (2°). In seguito ha esordito ai Campionati mondiali e a Schladming 2013 è stato 23° nella discesa libera. Ai suoi primi Giochi olimpici invernali, Soči 2014, si è classificato 9° nella discesa libera, 6° nel supergigante e non ha concluso la supercombinata, mentre l'anno dopo ai Mondiali di Vail/Beaver Creek si è piazzato 19º nella discesa libera.
Il 17 dicembre 2016 ha colto in Val Gardena in discesa libera la sua prima vittoria in Coppa del Mondo; ai Mondiali di Sankt Moritz 2017, suo esordio iridato, ha vinto la medaglia di bronzo nella discesa libera e si è classificato 13º nel supergigante. Ai XXIII Giochi olimpici invernali di Pyeongchang 2018 si è classificato 11º nella discesa libera e 17º nel supergigante. Ai Mondiali di Cortina d'Ampezzo 2021 si è classificato 13º nella discesa libera e non ha completato il supergigante; l'anno dopo ai XXIV Giochi olimpici invernali di Pechino 2022 si è piazzato 9º nella discesa libera e non ha completato il supergigante. Il 13 novembre 2022 ha subito un grave infortunio in allenamento a Copper Mountain (fratture ad entrambe le gambe) ed è inattivo da allora.

## Palmarès

### Mondiali
- 1 medaglia:
  - 1 bronzo (discesa libera a Sankt Moritz 2017)

### Coppa del Mondo
- Miglior piazzamento in classifica generale: 15º nel 2015
- 10 podi:
  - 3 vittorie
  - 5 secondi posti
  - 2 terzi posti

#### Coppa del Mondo - vittorie
| Data             | Località     | Paese       | Specialità |
| ---------------- | ------------ | ----------- | ---------- |
| 17 dicembre 2016 | Val Gardena  | Italia      | DH         |
| 24 novembre 2018 | Lake Louise  | Canada      | DH         |
| 1º dicembre 2018 | Beaver Creek | Stati Uniti | SG         |

Legenda:

DH = discesa libera

SG = supergigante

### Coppa Europa
- Miglior piazzamento in classifica generale: 13º nel 2009
- 4 podi:
  - 1 vittoria
  - 1 secondo posto
  - 2 terzi posti

#### Coppa Europa - vittorie
| Data           | Località | Paese    | Specialità |
| -------------- | -------- | -------- | ---------- |
| 9 gennaio 2009 | Wengen   | Svizzera | DH         |

Legenda:

DH = discesa libera

### Campionati austriaci
- 4 medaglie[2]:
  - 2 ori (discesa libera nel 2011; discesa libera nel 2012)
  - 2 argenti (discesa libera nel 2013; discesa libera nel 2018)

### Campionati austriaci juniores
- 3 medaglie[2]:
  - 2 ori (discesa libera, slalom speciale nel 2006)
  - 1 argento (supergigante nel 2006)